# El desorden que dejas (minissérie)
El desorden que dejas (bra: A Desordem que Ficou) é uma minissérie de suspense espanhola criada por Carlos Montero e lançada pela Netflix em 11 de dezembro de 2020 e conta com oito episódios. A minissérie é uma adaptação do romance homônimo do mesmo autor publicado em 2016.

## Sinopse
Raquel, uma professora de literatura determinada a salvar seu casamento com Germán, acaba aceitando uma vaga de substituta na cidade natal do marido. Mas, seu entusiasmo com o início das aulas não parece ser compartilhado pelos alunos. Logo, uma mensagem ameaçadora aparece em suas coisas e ela se vê em um turbilhão de mistérios que podem mudar a sua vida.

## Elenco
- Inma Cuesta como Raquel Valero
- Bárbara Lennie como Elvira "Viruca" Ferreiro Martínez
- Tamar Novas como Germán Araujo
- Arón Piper como Iago Nogueira
- Roberto Enríquez como Mauro Muñiz
- Roque Ruiz como Roi Fernández
- Isabel Garrido como Nerea Casado
- Fede Pérez como Demetrio Araujo
- Alfonso Agra como Tomás Nogueira
- Susana Dans como Marga

## Episódios
| N.º na temp. | Título                                             | Dirigido por   | Escrito por                   | Lançamento             |
| ------------ | -------------------------------------------------- | -------------- | ----------------------------- | ---------------------- |
| 1            | "En la boca del lobo" "Na toca do leão"            | Carlos Montero | Carlos Montero                | 11 de dezembro de 2020 |
| 2            | "Lo saben" "Eles sabem"                            | Carlos Montero | Carlos Montero                | 11 de dezembro de 2020 |
| 3            | "Cuenta hasta tres" "Conte até três"               | Silvia Quer    | Javier Holgado Vicente        | 11 de dezembro de 2020 |
| 4            | "Caída en picado" "Ladeira abaixo"                 | Silvia Quer    | Carlos Montero                | 11 de dezembro de 2020 |
| 5            | "El lugar secreto" "O lugar secreto"               | Silvia Quer    | Javier Holgado Vicente        | 11 de dezembro de 2020 |
| 6            | "Lo que no quiso ver en ti" "O lado sombrio"       | Roger Gual     | Andrés Seara y Carlos Montero | 11 de dezembro de 2020 |
| 7            | "La tercera víctima" "A terceira vítima"           | Roger Gual     | Javier Holgado Vicente        | 11 de dezembro de 2020 |
| 8            | "El desorden que dejas" "O caos que vocês criaram" | Roger Gual     | Carlos Montero                | 11 de dezembro de 2020 |